# Sněžník (Svitavská pahorkatina)
Sněžník (569 m n. m.) je vrch v okrese Svitavy v Pardubickém kraji. Leží asi 1 km jihozápadně od obce Mikuleč, na pomezí katastrálních území obcí Trstěnice a Čistá.

## Geomorfologické zařazení
Geomorfologicky vrch náleží do celku Svitavská pahorkatina, podcelku Českotřebovská vrchovina, okrsku Kozlovský hřbet a podokrsku Mikulečský hřbet.